# Miguel Ángel Lunghi
Miguel Ángel Lunghi (Tandil, 6 de diciembre de 1943) es un  médico pediatra y político argentino que ejerce el cargo de intendente del partido de Tandil desde el 10 de diciembre del 2003. Pertenece a la Unión Cívica Radical. Es hijo de Irene Emma Piagentini y del exjefe comunal José Emilio Lunghi.
Fue reelecto durante 6 periodos consecutivos. A lo largo de sus más de veinte años de gobierno ha realizado numerosas obras en la ciudad de Tandil. Se ha visto envuelto en polémicas, entre las que destacan acusaciones de corrupción.

## Carrera política
Afiliado a la Unión Cívica Radical desde los 18 años, se recibió como médico pediatra en la Universidad de La Plata y ejerció como director de Salud durante la administración de Américo Reynoso entre 1983-1987, y como concejal 1987-1991.
En febrero de 1998 asumió como interventor de la Sociedad Italiana de Socorros Mutuos hasta el 10 de diciembre de 2003; renunció a efectos de asumir como Intendente Municipal. 
Con el fallecimiento del en ese entonces intendente Julio José Zanatelli el 7 de agosto de 2003, asume por un breve periodo su sucesor Indalecio Oroquieta. Finalmente, el 14 de septiembre del 2003, en la elección más apretada de la ciudad desde la recuperación de la democracia; Miguel Lunghi, candidato radical, le ganó por 280 votos la intendencia al candidato del Partido Justicialista Mario Bracciale.
En 2007 obtuvo la reelección con el 53,72% de los votos; en 2011 triunfó con el 49,22% y en las elecciones generales de 2015, se impuso con el 56,88% de los votos.
En 2019, resultó reelecto con el 54,88% de los votos para asumir su quinto mandato.
En 2023 volvió a presentarse, logrando nuevamente la reelección para encabezar su sexto mandato, con el 43,96% de los votos.

## Gestión

### Piedra Movediza
- Luego de 95 años de la caída de la Piedra Movediza, Tandil vio resurgir el histórico mito a partir de la colocación en tamaño real de una réplica alegórica, que corona el cerro a la vez que recupera la centralidad del paseo turístico. La inauguración de dicha colocación se llevó adelante un 17 de mayo de 2007 cuando se produjo con la presencia y colaboración del presidente Néstor Kirchner, ante una multitud, en un día histórico para Tandil.

### Hospital de Niños “Dr. Debilio Blanco Villegas”
- El 22 de junio de 2008 sucedió el acto oficial de la inauguración del segundo hospital público de la ciudad; el Hospital de Niños “Dr. Debilio Blanco Villegas”. El edificio de dos plantas construido desde los propios cimientos suma un total de cubiertos.
- Cuenta con Servicio de Emergencias Médicas con 2 camas, Servicio de Internación con 44 camas y Consultorios externos, con especialidades como: Pediatría, Traumatología, Neonatología, Cardiología, Oftalmología, Nutrición, Odontología, Otorrinolaringología, Cirugía,  Kinesiología, Terapia Ocupacional, Espirometría, Alergia, Neurología, Nefrología, Psicología,  Psicopedagogía y Trabajo Social  La institución tuvo un crecimiento continuo en el desarrollo de las prestaciones.  En el mes de junio de 2013 se inauguró la Unidad de Terapia Intensiva, único a nivel público y privado en la ciudad de Tandil y cuenta con los siguientes servicio y/o Unidades.  Servicio de Emergencias Médicas Pediátrica (2 camas)  Servicio de Internación con  44 camas  (19 en lactantes, 25 en 1.ª y 2.ª infancia).  Unidad de Terapia Intensiva Pediátrica (4 camas)  Unidad de Consultorio Externo, demanda espontánea y controles de salud de pediatría y atención de especialidades, en el horario de 8 a 17 horas.   En la actualidad se agregaron distintas especialidades a las ya existentes:  Inmunología, Endocrinología, Gastroenterología  Dermatología, Neumonología, Ginecóloga Infanto- juvenil, Desarrollo Infantil, Lactancia, Psiquiatría y Comité de A.S.I.

#### Salud Mental
El 4 de abril del 2011 se llevó adelante la inauguración del nuevo Centro de Salud Mental en esa especialidad.

## Controversias

### Concesión del Hipódromo
Desde 2006, año de la reapertura del Hipódromo de Tandil, se han elevado denuncias ante el Instituto Provincial de Loterías y Casinos por irregularidades en lo que respecta al cumplimiento de la concesión otorgada a la empresa Vistas Serranas para la explotación del hipódromo. El contrato habría sido firmado entre el intendente y el presidente de la empresa, Emilio Blanco.
A lo largo de los años, el controlador de la concesión del hipódromo fue cambiando de manos dentro del gabinete lunghista: Oscar Maggiori, Pedro Espondaburu, Juan Pablo Frólik, Marcos Nicolini y César Bayerque. Al asumir Nicolini, el criador de caballos Jorge Cuenca denunció ante la Justicia penal el incumplimiento de deberes de funcionario público en que habrían incurrido algunos colaboradores del intendente; aunque la primera denuncia hecha por él se remonta a 2007 (entonces, bajo la supervisión de Maggiori), el cual luego pediría la rectificación o refutación de las palabras del intendente sobre el caso: ‘…el contrato se viene cumpliendo tal cual lo pautado…’. ‘No sé de qué sanciones me hablan…’; así como también a Jorge Rodríguez (presidente del Instituto Provincial de Loterías y Casinos) ante la presunta violación de la ley de Turf.
Algunos puntos de la denuncia incluyen un accidente que le costó la vida a un caballo y lesiones a un jockey, además del aparente uso de vehículos y herramientas de la Dirección de Vialidad del Municipio.
En febrero del 2012, las autoridades provinciales llevaron a cabo una investigación hecha por expertos del Hipódromo de La Plata, dada a conocer en marzo. Presentada por Jorge Rodríguez a Miguel Lunghi, reconocía graves falencias en la pista y otras tantas a nivel desagüe y limpieza. Dicho informe fue duramente criticado por Jorge Cuenca, el cual arremetió contra Rodríguez por el aumento del subsidio en un 700% y a Daniel Blanco por aceptar coimas. Cuenca declaró que su objetivo era la caducidad total de la concesión y sentar al intendente Lunghi ante el fiscal.
En abril , Claudio Ersinger (concejal del PRO), presentó una minuta de comunicación en el Honorable Concejo Deliberante (HCD), pidió información al intendente sobre cómo la comuna controla la concesión del Hipódromo, basada en los antecedentes de denuncias. Entre los puntos solicitados puede mencionarse, el uso de herramientas municipales para con el hipódromo, las medidas de seguridad, el porcentaje percibido por la Municipalidad en concepto de canon, etc.

### Venta de calle a Del Potro
En julio de 2010, el HCD aprobó la venta de la calle Suiza, lindera a la casa de la familia del famoso tenista oriundo de Tandil, Juan Martín Del Potro. La medida despertó polémica por la venta de espacios públicos, de los cuales hay antecedentes en el partido. La familia alegó evitar la circulación de curiosos y turistas, quienes aprobaron la venta aseguraron estar amparados por la ley de Unificación de Parcelas. Se estimó que la venta fue de unos 25.200 dólares. La venta se realizó a 14 dólares el metro cuadrado en una superficie aproximada a los 1800 m².

### Rechazo de la TDA
La Televisión Digital Abierta (TDA) fue una política de integración digital impulsada por el Ministerio de Planificación Federal Inversión Pública y Servicios, es una plataforma de TV que transmite de manera gratuita y permite otros servicios interactivos.
A mediados de 2011, Lunghi rechazó la instalación de la antena de TDA para la ciudad de Tandil que hubiese tenido la posibilidad de ver canales por antena en HD sin costo.

### Boleto estudiantil
Durante su gestión, no le permitió a los estudiantes de la Universidad Nacional del Centro de la Provincia de Buenos Aires (UNICEN) el acceso al Boleto Estudiantil Gratuito Universitario (BEGU). Los interesados defienden que se trata de un derecho del Movimiento Estudiantil, argumentando que debería tratarse de una política de reconstrucción de memoria del gobierno considerando lo acaecido durante la última dictadura cívico-militar argentina entre los años 1976 y 1983. Durante este periodo sucedió el episodio conocido como Noche de los Lápices, en el que 10 estudiantes fueron secuestrados y asesinados por reclamar un descuento estudiantil en el boleto de autobús.

### Política social
Se le cuestiona su atención a los barrios populares de la ciudad, a los cuales no llegan servicios básicos como el agua, el gas, o las cloacas pluviales. Pero sí se prioriza el revestimiento de Tandil para los turistas, que encuentran una ciudad muy atractiva pero con muchas desigualdades fuera de las zonas céntricas.[cita requerida]